# Alison Griffiths
Alison Griffiths est une personnalité politique britannique, membre du Parti conservateur. Elle est députée du nord-est de Bognor Regis et Littlehampton (en) depuis 2024.
Elle possède 30 ans d'expérience dans des postes de direction dans divers secteurs et conseille le gouvernement. Elle est aussi ambassadrice de la charité Meningitis Now.
Le 4 juillet 2024, Alison Griffiths est élue députée avec 32,8 % des voix.

## Biographie

### Origines
Alison Griffiths grandit dans le Surrey et le Sussex avant d'étudier à l'université de Warwick.

### Carrière professionnelle
Alison Griffiths travaille notamment dans les services financiers, les biens de consommation, l'énergie, la cybersécurité et la technologie. Elle a occupé des postes de direction, notamment en tant que directrice marketing et directrice de la stratégie, au sein d'entreprises mondiales comme Aviva et Coca-Cola. Elle est également responsable de la croissance de start-ups dans ces domaines et conseille le gouvernement. En parallèle, elle est ambassadrice pour la charité Meningitis Now,.

### Carrière politique
Le 4 juillet 2024, Alison Griffiths est élue députée avec 15 678 voix, soit 32,8 % des suffrages, succédant à Nick Gibb après 27 ans de service. Elle s'engage à combattre les décharges d'eaux usées, à renforcer les infrastructures locales, à améliorer l'accès aux services du NHS et à utiliser son expérience pour encourager l'emploi, la croissance et le tourisme dans sa circonscription.

### Vie privée
Alison Griffiths vit dans le Sussex de l'Ouest avec son mari et ses trois belles-filles.
Pendant ses études à l'université de Warwick, elle contracte une méningite bactérienne au cours de sa première année. Après avoir été plongée dans le coma pendant une semaine, elle perd définitivement 70 % de son audition.